# Grevillea heliosperma
Grevillea heliosperma är en tvåhjärtbladig växtart som beskrevs av Robert Brown. Grevillea heliosperma ingår i släktet Grevillea och familjen Proteaceae. Inga underarter finns listade i Catalogue of Life.